# Championnat de Belgique de football de troisième division 1948-1949
Navigation
saison précédente saison suivante
Le Championnat de Belgique de football D3 1948-1949  est la vingtième édition du championnat de Promotion (D3) belge.

## Participants 1948-1949
64 clubs prennent part à cette compétition, soit le même nombre que lors du championnat précédent. Les clubs dont le matricule est indiqué en gras existent encore lors de la saison 2012-2013.

### Localisations Série A
| \| Audenarde AS Renaix Vilvorde Cr. Ganshoren Schaerbeek Ixelles SC Rhodienne U. Halloise Braine Boussu Wasmes Mons La Louv. Marchienne Auvelais Florennes \| Localisation des clubs engagés en Promotion A 1948-1949 |
| Audenarde AS Renaix Vilvorde Cr. Ganshoren Schaerbeek Ixelles SC Rhodienne U. Halloise Braine Boussu Wasmes Mons La Louv. Marchienne Auvelais Florennes                                                               |

### Série A
| No | Nom                                       | Mat. | Ville              | Stades           | En D3 depuis    | Total en D3 | Province      |
| -- | ----------------------------------------- | ---- | ------------------ | ---------------- | --------------- | ----------- | ------------- |
| 1  | Royale Association Sportive Renaisienne   | 38   | Renaix             | avenue du 4 mars | 1948-1949 (1re) | 7 saisons   | Fl. orientale |
| 2  | Royal Ixelles Sporting Club               | 42   | Ixelles            | ??               | 1941-1942 (7e)  | 12 saisons  | Brabant       |
| 3  | Royal Albert Elisabeth Club Mons          | 44   | Mons               | rue du Tir       | 1926-1927 (20e) | 20 saisons  | Hainaut       |
| 4  | Royal Vilvorde Football Club              | 49   | Vilvorde           | ??               | 1947-1948 (2e)  | 11 saisons  | Brabant       |
| 5  | Royal Club Sportif Schaerbeek             | 55   | Schaerbeek         | Parc Josaphat    | 1947-1948 (2e)  | 6 saisons   | Brabant       |
| 6  | Cercle Sportif Brainois                   | 75   | Braine-l’Alleud    | ??               | 1946-1947 (3e)  | 3 saisons   | Brabant       |
| 7  | Sportvereniging Oudenaarde                | 81   | Audenarde          | ??               | 1946-1947 (3e)  | 10 saisons  | Fl. orientale |
| 8  | Royale Union Sportive Halloise            | 87   | Hal                | ??               | 1937-1938 (9e)  | 9 saisons   | Brabant       |
| 9  | Royale Association Athlétique Louviéroise | 93   | La Louvière        | ??               | 1937-1938 (9e)  | 9 saisons   | Hainaut       |
| 10 | Sporting Club Wasmes                      | 137  | Wasmes             | ??               | 1942-1943 (6e)  | 6 saisons   | Hainaut       |
| 11 | Cercle Sportif Florennois                 | 268  | Florennes          | ??               | 1945-1946 (4e)  | 5 saisons   | Namur         |
| 12 | Association Marchiennoise des Sports      | 278  | Marchienne-au-Pont | ??               | 1931-1932 (15e) | 15 saisons  | Hainaut       |
| 13 | Royal Crossing Football Club Ganshoren    | 451  | Ganshoren          | ??               | 1942-1943 (6e)  | 6 saisons   | Brabant       |
| 11 | Sporting Club Boussu                      | 167  | Boussu             | ??               | 1948-1949 (1re) | 2 saisons   | Hainaut       |
| 15 | Football Club La Rhodienne                | 1274 | Rhode-St-Genèse    | ??               | 1948-1949 (1re) | 1 saison    | Brabant       |
| 16 | Union Basse-Sambre Auvelais               | 4290 | Auvelais           | ??               | 1948-1949 (1re) | 2 saisons   | Namur         |

### Série B
| No | Nom                                                | Mat. | Ville           | Stades           | En D3 depuis    | Total en D3 | Province        |
| -- | -------------------------------------------------- | ---- | --------------- | ---------------- | --------------- | ----------- | --------------- |
| 1  | Koninklijke Tubantia Football Club                 | 64   | Borgerhout      | Rivierenhof      | 1948-1949 (1re) | 3 saisons   | Anvers          |
| 2  | Royal Racing Club de Gand                          | 11   | Gand            | E. Hielstadion   | 1938-1939 (7e)  | 7 saisons   | Fl. orientale   |
| 3  | Cappellen Football Club Koninklijke Maatschappij   | 43   | Kapellen        | ??               | 1947-1948 (2e)  | 13 saisons  | Anvers          |
| 4  | Athletische Sportvereniging Oostende Kon. Maatsch. | 53   | Ostende         | Albertpark       | 1947-1948 (2e)  | 7 saisons   | Fl. occidentale |
| 5  | K. Sportclub Menen                                 | 56   | Menin           | D. Devosstadion  | 1947-1948 (2e)  | 10 saisons  | Fl. occidentale |
| 6  | Racing Club Borgerhout                             | 84   | Borgerhout      | ??               | 1942-1943 (6e)  | 13 saisons  | Anvers          |
| 7  | Koninklijke Atletische Vereniging Dendermonde      | 57   | Termonde        | ??               | 1942-1943 (6e)  | 13 saisons  | Fl. orientale   |
| 8  | Stade Kortrijk                                     | 161  | Courtrai        | ??               | 1943-1944 (5e)  | 10 saisons  | Fl. occidentale |
| 9  | Excelsior Athletic Club St-Niklaas                 | 239  | St-Nicolas/Waas | ??               | 1945-1946 (4e)  | 7 saisons   | Fl. orientale   |
| 10 | Racing Football Club Lokeren                       | 282  | Lokeren         | ??               | 1947-1948 (2e)  | 6 saisons   | Fl. orientale   |
| 11 | Football & Athletic Club Meulestede                | 432  | Meulestede      | ??               | 1947-1948 (2e)  | 2 saisons   | Fl. orientale   |
| 12 | Stade Mouscronnois                                 | 508  | Mouscron        | ??               | 1945-1946 (4e)  | 7 saisons   | Fl. occidentale |
| 13 | Football Club Izegem                               | 935  | Izegem          | ??               | 1945-1946 (4e)  | 4 saisons   | Fl. occidentale |
| 14 | Racing Club Harelbeke                              | 1615 | Harelbeke       | Forestierstadion | 1947-1948 (2e)  | 3 saisons   | Fl. occidentale |
| 15 | Sportvereniging Temse                              | 4297 | Tamise          | ??               | 1948-1949 (1re) | 1 saison    | Fl. orientale   |
| 16 | Sportvereniging Waregem                            | 4451 | Harelbeke       | Gaverbeek        | 1948-1949 (1re) | 1 saison    | Fl. occidentale |

### Localisations Série B
| \| Cappellen Borgerhout Tubantia Ostende Izegem Courtrai Harelbeke Waregem Menin Mouscron Meulestede Gand Termonde Lokeren St-Nicolas Temse \| Localisation des clubs engagés en Promotion B 1948-1949 |
| Cappellen Borgerhout Tubantia Ostende Izegem Courtrai Harelbeke Waregem Menin Mouscron Meulestede Gand Termonde Lokeren St-Nicolas Temse                                                               |

### Série C
| No | Nom                                                 | Mat. | Ville        | Stades          | En D3 depuis    | Total en D3 | Province |
| -- | --------------------------------------------------- | ---- | ------------ | --------------- | --------------- | ----------- | -------- |
| 1  | Mol Sport                                           | 852  | Mol          | ??              | 1948-1949 (1re) | 2 saisons   | Anvers   |
| 2  | Patria Football Club Tongres                        | 71   | Tongres      | ??              | 1936-1937 (10e) | 14 saisons  | Limbourg |
| 3  | Association Sportive Herstalienne                   | 82   | Herstal      | ??              | 1942-1943 (6e)  | 15 saisons  | Liège    |
| 4  | Milmort Football Club                               | 208  | Milmort      | ??              | 1945-1946 (4e)  | 12 saisons  | Liège    |
| 5  | Daring Club Leuven                                  | 223  | Louvain      | ??              | 1943-1944 (2e)  | 12 saisons  | Brabant  |
| 6  | Aarschot Sport                                      | 441  | Aarschot     | ??              | 1945-1946 (4e)  | 4 saisons   | Brabant  |
| 7  | Waterschei Sportvereniging Tot Herstel Onze Rechten | 553  | Genk         | stade A. Dumont | 1946-1947 (3e)  | 6 saisons   | Limbourg |
| 8  | Ans Football Club                                   | 617  | Ans          | ??              | 1942-1943 (6e)  | 6 saisons   | Liège    |
| 9  | Wesel Sport                                         | 844  | Mol          | ??              | 1941-1942 (7e)  | 8 saisons   | Anvers   |
| 10 | Football Club Nijlen                                | 1065 | Nijlen       | ??              | 1937-1938 (9e)  | 9 saisons   | Anvers   |
| 11 | Lommelse Sportkring                                 | 1986 | Lommel       | ??              | 1947-1948 (2e)  | 2 saisons   | Limbourg |
| 12 | Everbeur Sport Averbode                             | 2030 | Averbode     | ??              | 1943-1944 (5e)  | 5 saisons   | Brabant  |
| 13 | Bilzerse Voetbalvereniging                          | 232  | Bilzen       | ??              | 1948-1949 (1re) | 1 saison    | Limbourg |
| 14 | Cercle Sportif Visétois                             | 369  | Visé         | ??              | 1948-1949 (1re) | 1 saison    | Liège    |
| 15 | Football Club Verbroedering Arendonk                | 915  | Arendonk     | ??              | 1948-1949 (1re) | 1 saison    | Anvers   |
| 16 | Football Club Klim Op Begijnendijk                  | 3550 | Begijnendijk | ??              | 1948-1949 (1re) | 1 saison    | Brabant  |

### Localisations Série C
| \| Liège: · AS Herstalienne · Ans FC · Milmort FC Nijlen Arendonk Mol Sport Wezel Averbode Aarschot Begijnendijk Lommel Waterschei Bilzerse Patria FC DC Louvain Liège Visé \| Localisation des clubs engagés en Promotion C 1948-1949 |
| Liège: · AS Herstalienne · Ans FC · Milmort FC Nijlen Arendonk Mol Sport Wezel Averbode Aarschot Begijnendijk Lommel Waterschei Bilzerse Patria FC DC Louvain Liège Visé                                                               |

### Série D
| No | Nom                                         | Mat. | Ville         | Stades        | En D3 depuis    | Total en D3 | Province   |
| -- | ------------------------------------------- | ---- | ------------- | ------------- | --------------- | ----------- | ---------- |
| 1  | Royal Fléron Football Club                  | 33   | Fléron        | ??            | 1948-1949 (1re) | 11 saisons  | Liège      |
| 2  | Royal Herve Football Club                   | 32   | Herve         | ??            | 1947-1948 (2e)  | 2 saisons   | Liège      |
| 3  | Voetbalvereniging Oude God Sport            | 68   | Mortsel       | ??            | 1947-1948 (2e)  | 7 saisons   | Anvers     |
| 4  | Royale Union Hutoise Football Club          | 76   | Huy           | ??            | 1947-1948 (2e)  | 9 saisons   | Liège      |
| 5  | Racing Football Club Montegnée              | 77   | Montegnée     | ??            | 1938-1939 (8e)  | 12 saisons  | Liège      |
| 6  | Willebroekse Sportvereniging                | 85   | Willebroek    | Henry Pickery | 1936-1937 (10e) | 10 saisons  | Anvers     |
| 7  | Football Club Wilrijk                       | 155  | Wilrijk       | ??            | 1945-1946 (4e)  | 11 saisons  | Anvers     |
| 8  | Football Club Jeunsesse Sportive Athusienne | 254  | Athus         | ??            | 1945-1946 (4e)  | 8 saisons   | Luxembourg |
| 9  | Sportkring Hoboken                          | 285  | Hoboken       | ??            | 1937-1938 (9e)  | 14 saisons  | Anvers     |
| 10 | Voetbalvereniging Edegem Sport              | 377  | Edegem        | ??            | 1947-1948 (2e)  | 7 saisons   | Anvers     |
| 11 | Football Club Queue-du-Bois                 | 378  | Queue-du-Bois | ??            | 1947-1948 (2e)  | 3 saisons   | Liège      |
| 12 | Nielse Sportkring                           | 415  | Niel          | ??            | 1946-1947 (3e)  | 10 saisons  | Anvers     |
| 13 | Voetbalclub Vlug en Vrij Terhagen           | 2645 | Terhagen      | ??            | 1947-1948 (2e)  | 2 saisons   | Anvers     |
| 14 | Bouchoutse Voetbalvereniging                | 121  | Boechout      | ??            | 1948-1949 (1re) | 9 saisons   | Anvers     |
| 15 | Football Club Hannutois                     | 215  | Hannut        | ??            | 1948-1949 (1re) | 4 saisons   | Liège      |
| 16 | Club Sportif Saint-Louis Athus              | 701  | Athus         | ??            | 1948-1949 (1re) | 2 saisons   | Luxembourg |

### Localisations Série D
| \| Anvers: · VV Oude God Sport · FC Wilrijk · SK Hoboken · VV Edegem Sport Liège: · Racing FC Montegnée · + · Queue-du-Bois · R. Fléron FC Anvers Bouchout Niel Willebroek Terhagen Hannut U. Hutoise Liège Herve FC JS Athus CS St-Louis Athus \| Localisation des clubs engagés en Promotion D 1948-1949 |
| Anvers: · VV Oude God Sport · FC Wilrijk · SK Hoboken · VV Edegem Sport Liège: · Racing FC Montegnée · + · Queue-du-Bois · R. Fléron FC Anvers Bouchout Niel Willebroek Terhagen Hannut U. Hutoise Liège Herve FC JS Athus CS St-Louis Athus                                                               |

## Classements
- Le nom des clubs est celui employé à l'époque

Légende
- Champion & Promu en « Division 1 » (D2)
- clubs relégué vers les séries inférieures

Abréviations
 : club relégué de « Division 1 » (D2) depuis la saison précédente 
 : club promu depuis les séries inférieures
- Départages: Si nécessaire, les départages des égalités de points se font d'abord en donnant priorité « au plus petit nombre de défaites ».

### Promotion A
| Rang | Équipe                             | Pts | J  | G  | N  | P  | Bp | Bc | Diff |
| ---- | ---------------------------------- | --- | -- | -- | -- | -- | -- | -- | ---- |
| 1    | R. AEC MONS                        | 50  | 30 | 21 | 8  | 1  | 69 | 25 | +44  |
| 2    | R. AA La Louvière                  | 45  | 30 | 19 | 7  | 4  | 61 | 31 | +30  |
| 3    | R. AS Renaisienne                  | 37  | 30 | 15 | 7  | 8  | 68 | 39 | +29  |
| 4    | R. CS Schaerbeek                   | 37  | 30 | 15 | 7  | 8  | 55 | 40 | +15  |
| 5    | SV Oudenaarde                      | 35  | 30 | 15 | 5  | 10 | 56 | 42 | +14  |
| 6    | FC La Rhodienne                    | 31  | 30 | 12 | 7  | 11 | 48 | 49 | -1   |
| 7    | R. Vilvorde FC                     | 31  | 30 | 13 | 5  | 12 | 61 | 48 | +13  |
| 8    | SC Boussu-Bois                     | 30  | 30 | 10 | 10 | 10 | 36 | 42 | -6   |
| 9    | R. CS Brainois                     | 29  | 30 | 10 | 9  | 11 | 53 | 53 | 0    |
| 10   | R. Assoc. Marchiennoise des Sports | 29  | 30 | 12 | 5  | 13 | 54 | 73 | -19  |
| 11   | R. Ixelles SC                      | 25  | 30 | 9  | 7  | 14 | 47 | 58 | -11  |
| 12   | R. Union Halloise                  | 25  | 30 | 9  | 7  | 14 | 48 | 65 | -17  |
| 13   | R. Crossing FC Ganshoren           | 22  | 30 | 8  | 6  | 16 | 54 | 68 | -14  |
| 14   | UBS Auvelais                       | 21  | 30 | 6  | 9  | 15 | 53 | 76 | -23  |
| 15   | SC Wasmes                          | 17  | 30 | 6  | 5  | 19 | 44 | 72 | -28  |
| 16   | CS Florennois                      | 16  | 30 | 5  | 6  | 19 | 36 | 62 | -26  |

### Promotion B
| Rang | Équipe                    | Pts | J  | G  | N  | P  | Bp | Bc | Diff |
| ---- | ------------------------- | --- | -- | -- | -- | -- | -- | -- | ---- |
| 1    | AS OOSTENDE KM            | 52  | 30 | 24 | 4  | 2  | 83 | 21 | +62  |
| 2    | R. RC de Gand             | 37  | 30 | 15 | 7  | 8  | 78 | 49 | +29  |
| 3    | Stade Mouscronnois        | 33  | 30 | 13 | 7  | 10 | 66 | 62 | +4   |
| 4    | FC Izegem                 | 32  | 30 | 10 | 12 | 8  | 51 | 47 | +4   |
| 5    | Stade Kortrijk            | 31  | 30 | 10 | 11 | 9  | 60 | 52 | +8   |
| 6    | K. AV Dendermonde         | 31  | 30 | 14 | 3  | 13 | 53 | 42 | +11  |
| 7    | K. SC Menen               | 30  | 30 | 10 | 10 | 10 | 36 | 38 | -2   |
| 8    | Excelsior AC Sint-Niklaas | 30  | 30 | 11 | 8  | 11 | 57 | 58 | -1   |
| 9    | SV Waregem                | 30  | 30 | 12 | 6  | 12 | 68 | 60 | +8   |
| 10   | RC Harelbeke              | 30  | 30 | 12 | 6  | 12 | 47 | 50 | -3   |
| 11   | Cappellen FC KM           | 29  | 30 | 13 | 3  | 14 | 57 | 55 | +2   |
| 12   | FAC Meulestede            | 28  | 30 | 10 | 8  | 12 | 54 | 59 | -5   |
| 13   | K. Tubantia FC            | 28  | 30 | 10 | 8  | 12 | 56 | 68 | -12  |
| 14   | K. SV Temse               | 24  | 30 | 10 | 4  | 16 | 44 | 69 | -25  |
| 15   | RC Borgerhout             | 21  | 30 | 10 | 1  | 19 | 40 | 69 | -29  |
| 16   | Racing FC Lokeren         | 14  | 30 | 4  | 6  | 20 | 43 | 94 | -51  |

### Promotion C
| Rang | Équipe                    | Pts | J  | G  | N | P  | Bp | Bc | Diff |
| ---- | ------------------------- | --- | -- | -- | - | -- | -- | -- | ---- |
| 1    | AS HERSTALIENNE           | 47  | 30 | 23 | 1 | 6  | 97 | 41 | +56  |
| 2    | Waterschei SV THOR        | 41  | 30 | 18 | 5 | 7  | 99 | 57 | +42  |
| 3    | FC Nijlen                 | 41  | 30 | 19 | 3 | 8  | 90 | 54 | +36  |
| 4    | Lommelse SK               | 35  | 30 | 13 | 9 | 8  | 68 | 48 | +20  |
| 5    | Ans FC                    | 35  | 30 | 14 | 7 | 9  | 68 | 54 | +14  |
| 6    | Everbeur Sport Averbode   | 32  | 30 | 14 | 4 | 12 | 57 | 55 | +2   |
| 7    | Daring Club Leuven        | 31  | 30 | 13 | 5 | 12 | 56 | 61 | -5   |
| 8    | Aarschot Sport            | 30  | 30 | 13 | 4 | 13 | 52 | 55 | -3   |
| 9    | Mol Sport                 | 30  | 30 | 14 | 2 | 14 | 50 | 62 | -12  |
| 10   | Bilzerse VV               | 28  | 30 | 11 | 6 | 13 | 53 | 67 | -14  |
| 11   | R. CS Visétois            | 27  | 30 | 11 | 5 | 14 | 39 | 63 | -24  |
| 12   | Patria FC Tongeren        | 25  | 30 | 9  | 7 | 14 | 68 | 79 | -11  |
| 13   | FC Verbroedering Arendonk | 25  | 30 | 10 | 5 | 15 | 62 | 56 | +6   |
| 14   | Wezel Sport               | 25  | 30 | 12 | 1 | 17 | 62 | 71 | -9   |
| 15   | Milmort FC                | 16  | 30 | 5  | 6 | 19 | 41 | 80 | -39  |
| 16   | FC Klim Op Begijnendijk   | 12  | 30 | 4  | 4 | 22 | 35 | 94 | -59  |

### Promotion D
| Rang | Équipe               | Pts | J  | G  | N  | P  | Bp | Bc  | Diff |
| ---- | -------------------- | --- | -- | -- | -- | -- | -- | --- | ---- |
| 1    | R. UNION HUTOISE FC  | 45  | 30 | 19 | 7  | 4  | 56 | 27  | +29  |
| 2    | Willebroekse SV      | 41  | 30 | 16 | 9  | 5  | 74 | 35  | +39  |
| 3    | Hoboken SK           | 35  | 30 | 14 | 7  | 9  | 60 | 36  | +24  |
| 4    | Terhagen VV          | 35  | 30 | 14 | 7  | 9  | 64 | 47  | +17  |
| 5    | Racing FC Montegnée  | 33  | 30 | 13 | 7  | 10 | 62 | 66  | -4   |
| 6    | Nielse SV            | 33  | 30 | 14 | 5  | 11 | 59 | 42  | +17  |
| 7    | VV Edegem Sport      | 32  | 30 | 14 | 4  | 12 | 56 | 58  | -2   |
| 8    | R. Herve FC          | 31  | 30 | 12 | 7  | 11 | 54 | 49  | +5   |
| 9    | Boechoutse VV        | 31  | 30 | 14 | 3  | 13 | 52 | 51  | +1   |
| 10   | R. Fléron FC         | 30  | 30 | 10 | 10 | 10 | 57 | 39  | +18  |
| 11   | FC JS Athusienne     | 29  | 30 | 12 | 5  | 13 | 46 | 51  | -5   |
| 12   | FC Hannutois         | 28  | 30 | 9  | 10 | 11 | 48 | 42  | +6   |
| 13   | Oude God Sport       | 28  | 30 | 12 | 4  | 14 | 71 | 65  | +6   |
| 14   | FC Wilrijk           | 25  | 30 | 7  | 11 | 12 | 40 | 54  | -14  |
| 15   | Queue-du-Bois FC     | 15  | 30 | 5  | 5  | 20 | 43 | 86  | -43  |
| 16   | CS Saint-Louis Athus | 9   | 30 | 4  | 1  | 25 | 35 | 129 | -94  |

## Résumé de la saison
- Champion A: R. AEC Mons (1er titre en D3)
- Champion B: AS Oostende KM (3e titre en D3)
- Champion C: AS Hestralienne SR (2e titre en D3)
- Champion D: R. Union Hutoire FC (3e titre en D3)
- Neuvième titre de "D3" pour la Province de Hainaut.
- Dixième titre de D3 pour la Province de Flandre occidentale
- Treizième et Quatorzième titre de "D3" pour la Province de Liège.

| Région flamande (34)            | Région flamande (34) | Province de Brabant (11)     | Province de Brabant (11) | Région wallonne (19)   | Région wallonne (19) |
| ------------------------------- | -------------------- | ---------------------------- | ------------------------ | ---------------------- | -------------------- |
| Province d'Anvers               | 15                   | Région de Bruxelles-Capitale | 3                        | Province de Hainaut    | 5                    |
| Province de Flandre-Occidentale | 7                    | Province du Brabant flamand  | 7                        | Province de Liège      | 10                   |
| Province de Flandre-Orientale   | 8                    | Province du Brabant wallon   | 1                        | Province de Luxembourg | 2                    |
| Province de Limbourg            | 4                    |                              |                          | Province de Namur      | 2                    |

1. ↑  Au niveau footballistique, la province de Brabant est toujours unitaire malgré sa partition territoriale en 1995.

- Mouscron est en Flandre occidentale jusqu'en 1963.

## Débuts en séries nationales (et donc en Division 3)
Sept clubs font leurs débuts en séries nationales. Ils portent à 216 le nombre de clubs différents ayant pris part à au moins une saison du football national belge depuis 1895-1896.
- FC Verbroedering Arendonk (45e club de la Province d'Anvers) - 35e Anversois en D3 ;
- FC La Rhodienne, FC Klim Op Begijnendijk (38e et 39e club de la Province de Brabant) - 28e et 29e Brabançons en D3 ;
- SV Waregem (20e club de la Province de Flandre occidentale) - 16e Flandrien occidental en D3 ;
- SV Temse (18e club de la Province de Flandre orientale) - 16e Flandrien oriental en D3 ;
- CS Visétois (32e club de la Province de Liège) - 30e Liégeois en D3 ;
- Bilzerse VV (18e club de la Province de Limbourg) - 17e Limbourgeois en D3 ;

## Relégation du2eniveau
À la fin de cette saison, quatre équipes sont reléguées depuis la Division 1 (D2): La Forestoise, SK Roulers, RC Tournaisien et le Stade Waremmien.

## Montée vers le2eniveau
Les quatre champions (Mons, l'AS Ostende, l'AS Herstalienne et l'Union Hutoise)  montent en Division 1 (D2).

## Relégations vers les séries inférieures
Douze clubs sont relégués vers les séries inférieures.
| Clubs                                     |   | Provinces                       |
| ----------------------------------------- | - | ------------------------------- |
| K. RC Borgerhout, Wezel Sport, FC Wilrijk | ⇒ | Province d'Anvers               |
| FC Klim Op Bengijnendijk                  | ⇒ | Province de Brabant             |
|                                           | ⇒ | Province de Flandre-Occidentale |
| K. SV Temse, Racing FC Lokeren            | ⇒ | Province de Flandre-Orientale   |
| R. SC Wasmes                              | ⇒ | Province de Hainaut             |
| Milmort FC, FC Queue-du-Bois              | ⇒ | Province de Liège               |
|                                           | ⇒ | Province de Limbourg            |
| CS St-Louis Athus                         | ⇒ | Province de Luxembourg          |
| UBS Auvelais, CS Florennois               | ⇒ | Province de Namur               |

## Montées depuis les séries inférieures
Douze clubs sont admis en « Promotion » depuis les séries inférieures en vue de la saison suivante:
| Provinces                       | Montant                         |
| ------------------------------- | ------------------------------- |
| Province d'Anvers               | Rupel SK, FC Germinal Ekeren    |
| Province de Brabant             | Voorwaarts Tienen, Ruisbroek FC |
| Province de Flandre-Occidentale | K. FC Roulers                   |
| Province de Flandre-Orientale   | SK Beveren/Waas                 |
| Province de Hainaut             | R. FC Houdinois                 |
| Province de Liège               | Wandre Union, US Montagnarde    |
| Province de Limbourg            | FC Helzold                      |
| Province de Luxembourg          | Jeunesse Arlonaise              |
| Province de Namur               | Entente Sportive Jamboise       |